# Baldassare Castiglione
Baldassar Castiglione (Baldassare Castiglione), graaf van Novellata (Casatico, bij Mantua, 6 december 1478 – Toledo, 2 februari 1529) was een Italiaans schrijver.
Castiglione was rond 1499 in dienst van Francesco Gonzaga te Mantua. Van 1504 tot 1513 diende hij aan het hof van Urbino achtereenvolgens de hertogen Guidobaldo de Montefeltro en Francesco Maria della Rovere. In 1513 werd hij als ambassadeur van Urbino naar Rome gezonden, waar hij vriendschap sloot met Rafaël, die van hem een beroemd geworden portret schilderde. Van 1524 tot zijn dood was hij pauselijk nuntius in Spanje.
Hij schreef in 1528 in Venetië zijn boek "Il libro del Cortegiano" (Het boek van de Hoveling). Bescheiden, waardig, innemend en ongedwongen, zo zou de volmaakte hoveling zich moeten gedragen.
Castiglione laat personages aan het hof van Urbino een reeks denkbeeldige gesprekken voeren op vier avonden in 1507. Zij discussiëren over wat de ideale, dus denkbeeldige hoveling zou moeten kunnen en hoe hij zich zou moeten gedragen. Ter sprake komt een hoveling die uitblinkt als moedig krijgsman, als musicus, als minnaar, als liefhebber van de schone kunsten, als dichter, als scherpzinnig en subtiel spreker.

Een dame vraagt een heer ten dans. Hij weigert, wil ook niet naar muziek luisteren of deelnemen aan andere vormen van tijdverdrijf. Zulke frivole bezigheden behoren niet tot zijn vak, zegt hij.
De dame vraagt: "Wat is uw vak dan?" "Vechten", antwoordt hij.
Daarop reageert de vrouw: "Ik zou denken dat u, nu er geen oorlog is en u ook niet op het punt staat te vechten, er het beste aan zou doen u goed te laten invetten en u met uw hele wapenrusting in een kast te laten opbergen tot men u nodig heeft, anders raakt u nog erger vastgeroest dan u nu al bent."

Dit boek wordt, samen met "Il Principe" (De Vorst) van Machiavelli uit 1513, in verschillende bronnen tot de belangrijkere boeken van de Renaissance gerekend. Het boek is, na zijn uitgave in Italië, verspreid geweest over heel Europa. De ideale hoveling heeft min of meer model gestaan voor de Engelse gentleman.
De eerste Engelse vertaling verscheen in 1561. De eerste Nederlandse vertaling kwam honderd jaar later op de markt en is opgedragen aan Jan Six.
- Bibsys: 90582542
- Biblioteca Nacional de Chile: 000648622
- Biblioteca Nacional de España: XX1721405
- Bibliothèque nationale de France: cb123195492 (data)
- Catàleg d'autoritats de noms i títols de Catalunya: 981058523410306706
- CiNii: DA0094500X
- Digitale Bibliotheek voor de Nederlandse Letteren: cast045
- Gemeinsame Normdatei: 118519573
- International Standard Name Identifier: 0000 0001 2100 7795
- Library of Congress Control Number: n50052782
- Nationale Bibliotheek van Letland: 000169127
- Bibliotheek van het Japanse parlement: 00435504
- Nationale Bibliotheek van Tsjechië: jn20011024073
- Nationale bibliotheek van Australië: 36384438
- Nationale Bibliotheek van Israël: 987007313492105171
- Nationale Bibliotheek van Polen: a0000002032606
- Nationale Bibliotheek van Roemenië: 000038539
- Nationale en Universitaire bibliotheek Zagreb: 000090903
- Nederlandse Thesaurus van Auteursnamen: 068788576
- Réseau des bibliothèques de Suisse occidentale: 02-A000029669
- Russische Staatsbibliotheek: 000254945
- Istituto Centrale per il Catalogo Unico: CFIV027349
- LIBRIS: 182769
- SNAC: w6k150h2
- Système universitaire de documentation: 032100167
- Trove: 355738
- Union List of Artist Names: 500204778
- Virtual International Authority File: 39446776
- WorldCat: E39PBJtH6jGjVGgpy99G7HfH4q

1. 1 2  Archivio Storico Ricordi; geraadpleegd op: 3 december 2020; Archivio Storico Ricordi-identificatiecode voor persoon: 12733.
2. 1 2  Dizionario Biografico degli Italiani; geraadpleegd op: 8 februari 2023; genoemd als: CASTIGLIONE, Baldassarre; datum van uitgave: 1979; DBI-identificatiecode: baldassarre-castiglione.
3. ↑  Gemeinsame Normdatei; geraadpleegd op: 31 december 2014.